# Friedrich von Prittwitz und Gaffron

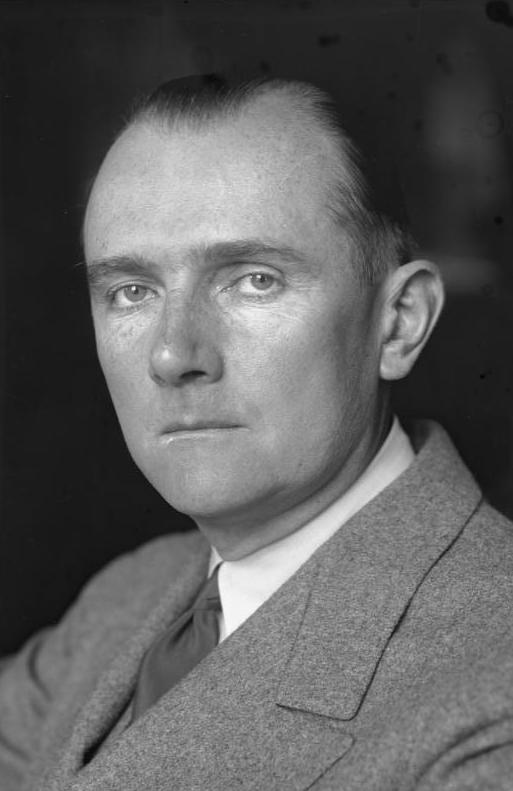
Friedrich von Prittwitz und Gaffron (1931)

Karl Maximilian Friedrich-Wilhelm von Prittwitz und Gaffron (* 1. September 1884 in Stuttgart, Württemberg; † 1. September 1955 in Tutzing, Kr. Starnberg, Bayern) war ein deutscher Diplomat (u. a. Botschafter in den USA (1927–1933)) und von 1946 bis 1954 Mitglied des Bayerischen Landtags.

## Familie
Von Prittwitz entstammte dem alten, weit verzweigten schlesischen Adelsgeschlecht von Prittwitz und war der Sohn des königlichen preußischen Oberst Arwed von Prittwitz und Gaffron und der Sarah geb. Freiin Schott von Schottenstein.
Er heiratete am 21. Dezember 1920 in Berlin Marieluise Gräfin von Strachwitz und Groß-Zauche (Haus Camminetz) (* 14. Januar 1892 in Ohlau, Niederschlesien; † 9. Juni 1986 in Tutzing), die Tochter des königlich preußischen Rittmeisters der Landwehr-Kavallerie Adalbert Graf von Strachwitz und Groß-Zauche und der Maria Freiin von Saurma und der Jeltsch.
Sein jüngerer Bruder war Erich von Prittwitz und Gaffron.

## Leben
Prittwitz studierte Rechtswissenschaften an der Universität Bonn und wurde 1903 Mitglied des Corps Borussia Bonn. 1907 wurde er an der Juristischen Fakultät der Universität Leipzig zum Dr. jur. promoviert.
1908 trat er in den diplomatischen Dienst. Zu Beginn wurde er bis 1910 als Attaché an der Deutschen Botschaft Washington eingesetzt. Stationen in der politischen Abteilung des Auswärtigen Amtes und an der Deutschen Botschaft in Sankt Petersburg folgten. Zu Kriegsbeginn 1914 wurde er als Leutnant der Reserve eingesetzt, kehrte aber schon im November 1914 leicht verwundet zurück und verblieb bis Kriegsende im Auswärtigen Amt.
Am 17. November 1918 war von Prittwitz einer der Unterzeichner des im Berliner Tageblatt gedruckten Aufrufs An Deutschlands Jugend! In ihm wurde u. a. eine neue staatliche Einheit Deutschlands mit einem Zweikammersystem aus „Volkshaus“ und „Staatenhaus“ sowie eine Außenpolitik ohne „die Gesinnung der Gewalt“ propagiert, und ein „zähe[r] Kampf um unser Recht mit den Mitteln des Rechts“ vorausgesagt.
Die meisten Unterzeichner des Aufrufs kamen wie von Prittwitz aus dem Auswärtigen Amt; alle standen im Reichsdienst. Zu ihnen gehörten auch Graf Harry Kessler sowie die Diplomaten Graf Albrecht von Bernstorff und Bernhard Wilhelm von Bülow. Aus diesem Unterzeichnerkreis bildete sich die „Gesellschaft vom 16. November“, die in der Satzung als Ziel verankerte, bei „der Neugestaltung des Deutschen Reichs und der Erneuerung des Volksgeistes in demokratischem Sinne tätig mitzuhelfen“. Die Gesellschaft war von 1919 bis 1925 Herausgeberin der Monatszeitschrift „Die Deutsche Nation“, die sich für einen sozialen Volksstaat und gegen die Idee vom Klassenkampf einsetzte. Von Prittwitz beteiligte sich aktiv in der Redaktion. Nachdem von Prittwitz wie alle Mitglieder der Gesellschaft der Deutschen Demokratischen Partei beigetreten war, kandidierte er erfolglos für einen Sitz im ersten Reichstag der Weimarer Republik.
Nach diesem innenpolitischen Misserfolg bewarb sich von Prittwitz für einen Auslandsposten. Ende 1920 wurde er als Konsul nach Triest entsandt, aber schon vier Monate später zum Stellvertretenden Botschaftsrat an der Deutschen Botschaft in Rom ernannt und dort später zum Botschaftsrat befördert. Während seiner Zeit in Rom erlebte er mit, wie die Faschisten unter Mussolini die Macht in Italien übernahmen, und konnte die ersten Jahre der Entwicklung des faschistischen Staates aus nächster Nähe beobachten.
1927 wurde von Prittwitz, erst 43 Jahre alt, überraschend von Gustav Stresemann gegen Bedenken von Reichspräsident Paul von Hindenburg und konservativen Parteien im Reichstag zum deutschen Botschafter in den USA ernannt. Er galt als weltoffen und den Demokraten nahestehend. Er lehnte den Kastengeist der Vorkriegszeit ab und wollte Vertreter des deutschen Volkes beim amerikanischen Volk sein, die Diplomatie sollte dem Weltfrieden dienen. Er förderte natürlich die wirtschaftlichen Verbindungen, aber besonderen Wert legte er auf die kulturellen Beziehungen der beiden Länder. So war er oft Gast bei Adolph Ochs, dem Besitzer der New York Times. Er bezeichnete die Revolution von 1848 auch als Bindeglied zwischen Deutschland und den USA, da es nicht nur die Geburtsstunde der Demokratie in Deutschland war, sondern auch dazu führte, dass viele deutsche Demokraten in die USA auswanderten.
Am 15. April 1933 endete von Prittwitz’ Tätigkeit als Botschafter in Washington, nachdem er sein Amt zur Verfügung gestellt hatte. Er übergab an den früheren Reichskanzler und Finanzminister Hans Luther. Er wurde am 18. Juli 1933 in den Ruhestand versetzt und schied aus dem diplomatischen Dienst aus. Seine demokratisch-republikanischen Überzeugungen standen im Gegensatz zu den neuen Machthabern in Deutschland, den Nationalsozialisten. Er hoffte, dass sich einige andere Botschafter anschließen würden, blieb jedoch der einzige.
Nach dem Dritten Reich war er politisch aktiv, bekleidete aber keinen hohen Posten mehr. Er zählte zu den Gründungsmitgliedern der CSU. Er war von 1946 bis 1954 Mitglied des Bayerischen Landtages, 1950 direkt gewählt im Wahlkreis Würzburg. Von Prittwitz trat für Völkerverständigung und für die Wiedervereinigung Deutschlands ein. 1948 gründete er gemeinsam mit Waldemar von Knoeringen und Thomas Dehler die Gesellschaft für Auslandskunde, als deren erster Vorsitzender er fungierte.

## Auszeichnungen
- Ehrendoktor der Columbia University, New York
- Großes Bundesverdienstkreuz mit Stern (1954)